# Абатство Святого Ремігія

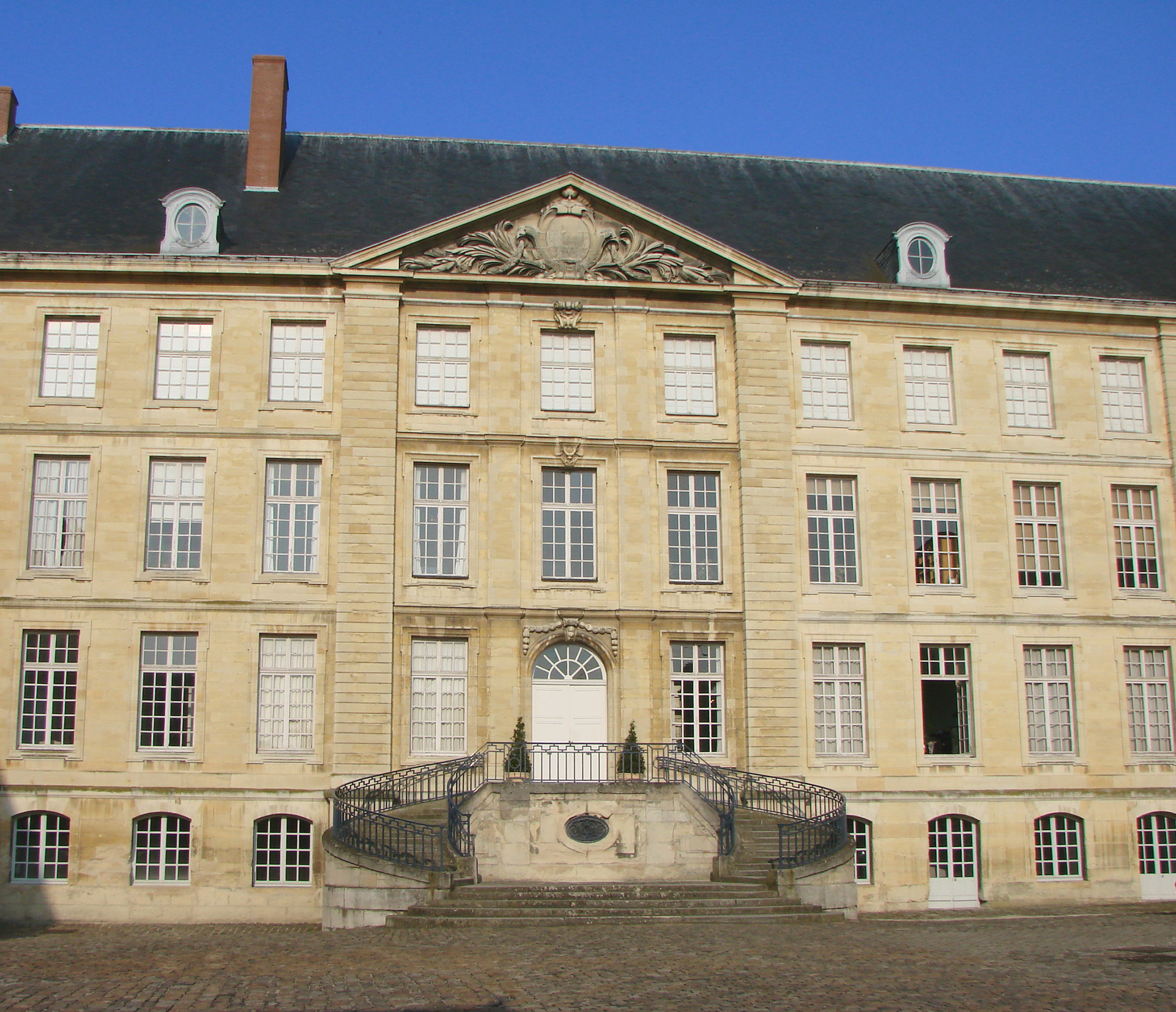
Будівля абатства Святого Ремігія (зараз музей Сен-Ремі)

Аба́тство Свято́го Ремі́гія (англ. Saint-Remi Abbey) — історичне бенедиктинське абатство в Реймсі, Франція (лат. S. Remigius Remensis). Збудовано в XI столітті та відреставровано у XII, внесено до списку Світової спадщини ЮНЕСКО.
У наші дні в стінах абатства відкрито Музей Сен-Ремі, що представляє історію Реймса, предмети, знайдені під час археологічних розкопок, а також колекцію предметів воєнної історії. В абатстві розташована гробниця святого Ремігія.

## Історія заснування та розвитку
Колишнє бенедиктинське абатство у Реймсі. Ще 550 року похоронну каплицю Святого Ремігія Реймського на християнському цвинтарі на околиці Реймса обслуговувала громада кліриків під юрисдикцією єпископа.
790 року архієпископ Реймса Тілпін (Тільпін) увів бенедиктинські обряди, тому він та його наступники називали себе абатами. Після багатьох років опору наверненню в християнство, Хлодвіга I, першого короля франків, охрестив 496 року Ремігій, єпископ Реймса і апостол франків. 945 року архієпископ Гуго де Вермандуа наказав абату Флері (фр. Saint-Beno Î t-sur-loire) провести перетворення. Монастир Сен-Ремі став автономним і мав власного абата, доходи, служителі монастиря утримувалися окремо; архієпископи стали захисниками абатства. 1099 року на місці хрещення Хлодвіга побудовано велике абатство і базиліку, мощі Сен-Ремі (відоме нині ім'я святого) перенесено з Реймського собору сюди.

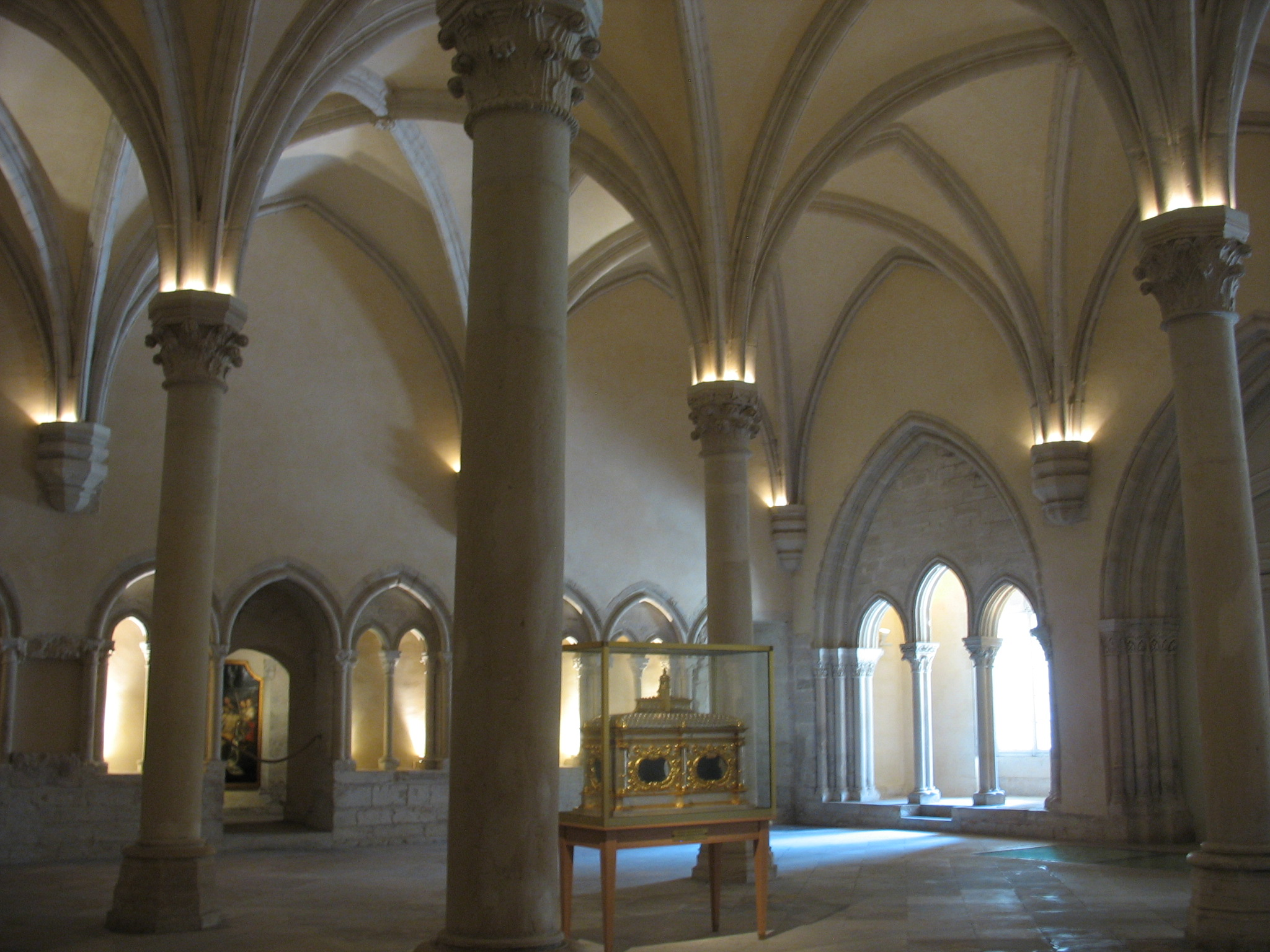
Зал Капітули та рака, в якій мощі святого Ремігія зберігалися від 1803 до 1824 року

1049 року папа римський Лев IX освятив нову, більшу, церкву абатства. 1098 року абатство частково знищила пожежа. Після пожежі абатство перебудовували та прикрашали аж до XII століття під керуванням абата Одона. Капітелі в Залі Капітули, що збереглися донині, датуються цим періодом і є останніми слідами старовинної середньовічної будівлі абатства. Пізніші доповнення до будівель призвели до поєднання романської та готичної архітектур. У роки правління Людовіка XI абатство набуло статусу церковного бенефіція і від 1472 року ним за порукою управляв Великий пріор.
Початкове багатство абатства постійно зростало завдяки королівським та іншим дарам — монастирів та численних сіл. Сен-Ремі було абатством Реймса, і його ченці входили нарівні з іншими каноніками до капітули собору до XIII століття. Внаслідок конфлікту з архієпископами, абатство опинилося під королівським захистом. Декілька королів короновано в церкві абатства і там поховано. 1627 року Сен-Ремі приєдналося до конгрегації мавристів, але під час Французької революції союз розпався. Оскільки в минулому абатство мало статус королівського, тут зберігалася Свята ампула, використовувана в обряді миропомазання королів Франції на церемонії коронації. Церква абатства, збудована в 1005—1170 роках, збереглася. Монахів-бенедиктинців вигнали з абатства 1792 року в епоху Великої французької революції, і в стінах абатства Святого Ремігія від 1793 до 1816 року розміщувалися військові шпиталі. Потім, від 1827 року, в будівлі абатства перебувала міська богадільня, перетворена 1903 року на міську лікарню, яка була в цих стінах до початку Другої світової війни.
У монастирських спорудах нині міститься музей. Ідея організувати музей у будівлі колишнього абатства виникла в 1950-х роках, але лише в серпні 1978 року ухвалено офіційне рішення про відкриття музею. Паралельно, починаючи від 1968 року, у будинках абатства проводилися відновлювальні роботи. У бібліотеці абатства, найкращій у Реймсі, було щонайменше 600 рукописів, більшість із яких загинуло під час пожежі 1774 року. Було зруйновано частину будівель. У липні того ж року королівський архітектор Людовик Дюроше розпочав відновлення будівель. Також під його керівництвом зведений величний фронтонний фасад, реконструйовано в 1778 парадні сходи, які створив 1700 року Жан Боном.

## Росіяни в абатстві Святого Ремігія

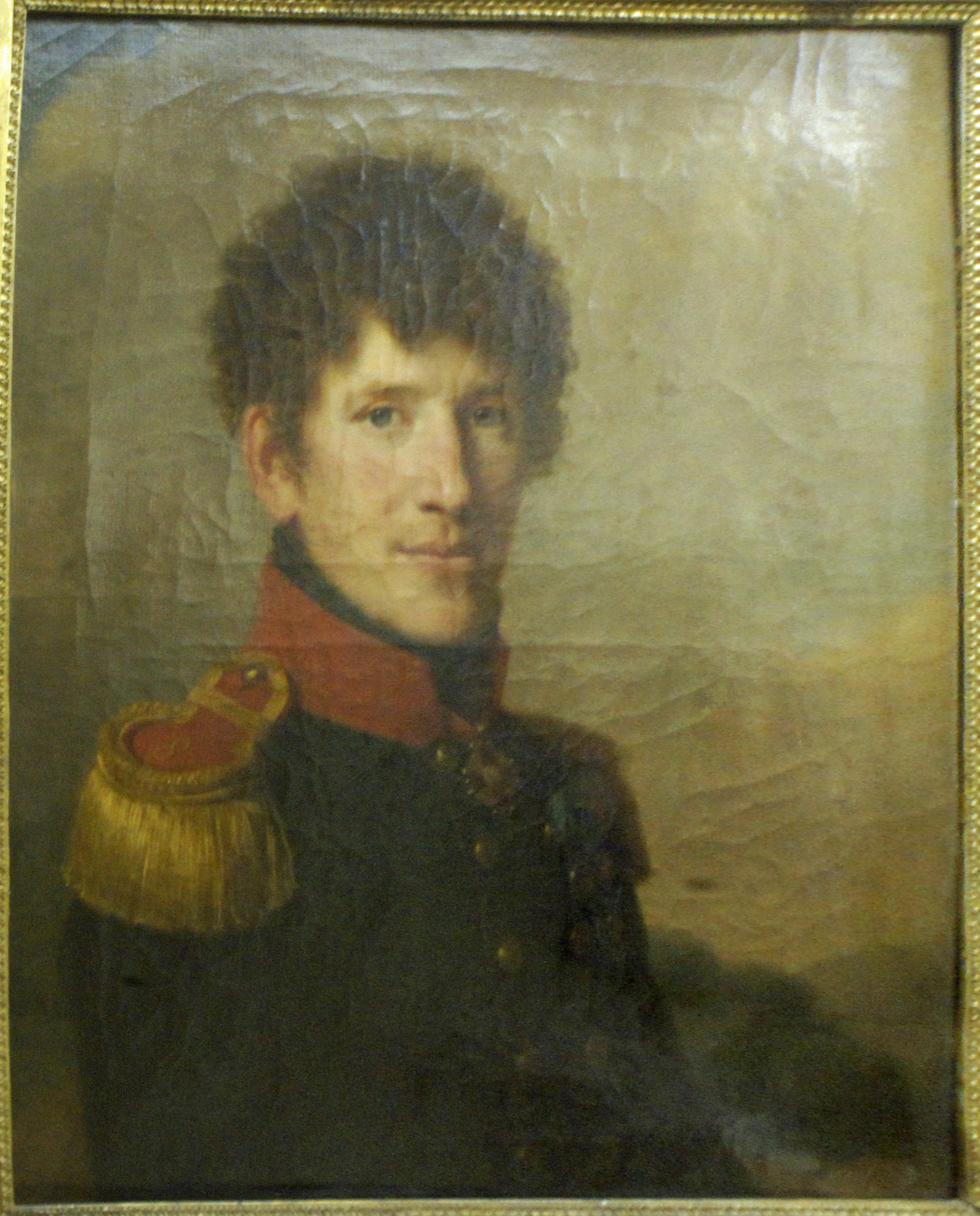
Князь Сергій Волконський, військовий губернатор Реймса в 1814 (робота Льє Луї Перен-Сальбро)

22 червня 1717 року абатство Святого Ремігія відвідав російський цар Петро I ; в Залі Капітули йому представили Святу ампулу.
Після того, як у ході Закордонного походу російської армії 1813—14 років війська імператора Олександра I зайняли Реймс, у стінах абатства розмістився російський військовий шпиталь. Військовим губернатором Реймса 1814 року призначено князя Сергя Олександровича Волконського, чий портрет, написаний того ж року, представлено в музеї.
У 1901 року оборонні укріплення Реймса відвідував імператор Микола II, і на його честь дано військовий парад.
У липні 1916 року абатство, що стало вже на той час цивільним шпиталем, приймало поранених солдатів Російського експедиційного корпусу, що бився у Першій світовій війні на території Франції.

## Музей Сен-Ремі
Експозиція музею Сен-Ремі, розташована в будівлі колишнього абатства Святого Ремігія, охоплює історичний період від доісторичної доби і до епохи Відродження (приблизно 1530 рік). У постійній експозиції є як кілька археологічних колекцій регіону Шампань — первісне суспільство, галльський та галло-романський періоди, епоха Меровінгів та Середньовіччя — так і класичні археологічні колекції (греки та етруски). В експозиції музею також представлено колекцію стародавньої зброї, механізмів та обмундирування, предмети якої датовано від XVI століття до XIX століття. Вона належить до найбільших і найрізноманітніших серед провінційних музеїв.

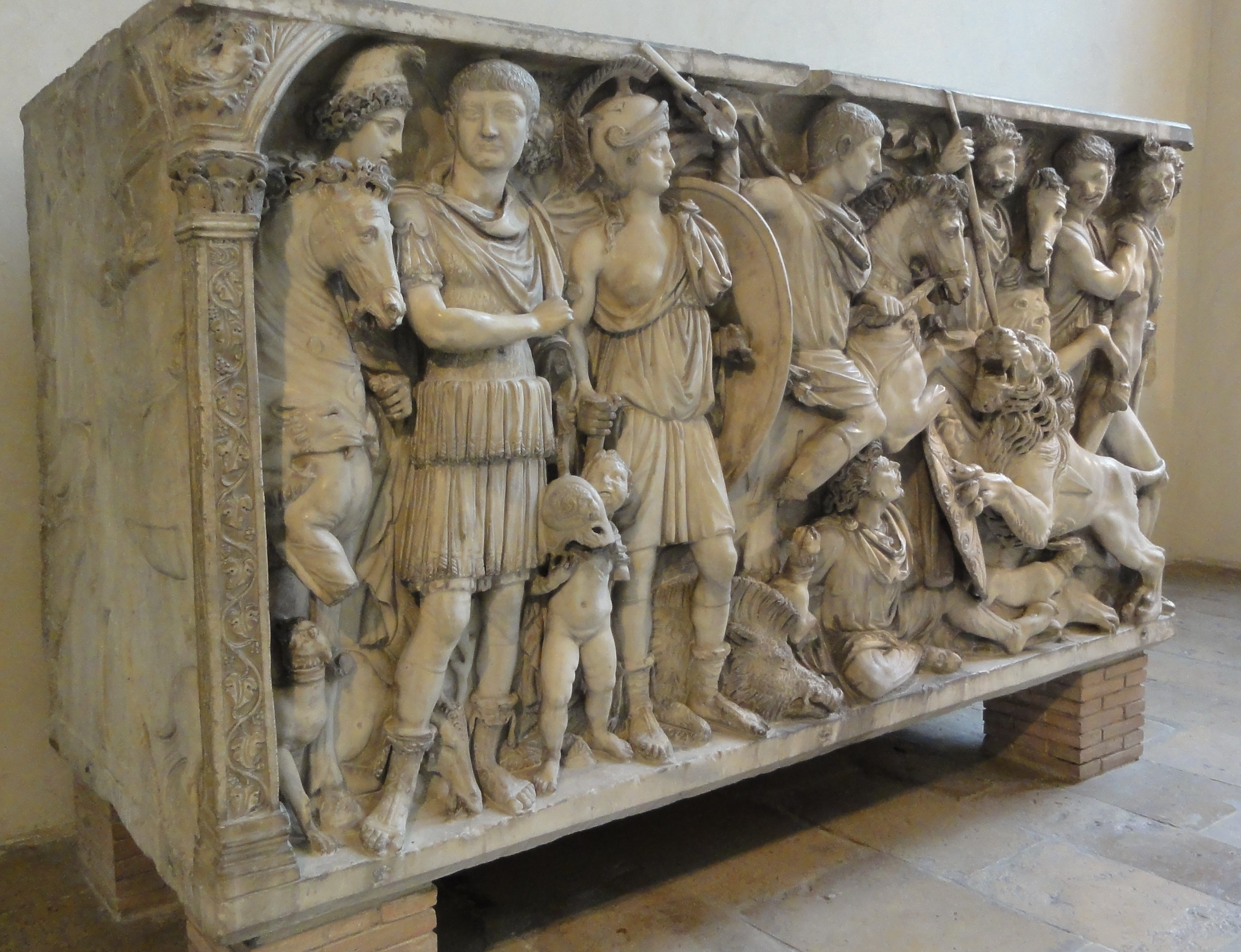
Саркофаг Флавія Іовіна

Колекція галло-романського періоду розташована у приміщеннях старовинної кухні абатства та великої чернечої їдальні XVII століття. Ці приміщення відкрито для відвідування від 1986 року. Представлені тут експонати підкреслюють роль Реймса, що тоді мав назву Дурокорторум, столиці римської провінції Белгіки. Слід згадати також саркофаг Флавія Іовіна, головнокомандувача військ римлян у Галлії, оскільки це найкраще збережений античний мармуровий саркофаг у Франції.
У залі гобеленів представлено десять розкішних гобеленів, на яких зображено фрагменти життя святого Ремігія та його дива. Ці драпірування виготовлено між 1523 і 1531 роками на замовлення Реймського архієпископа Робера де Ленонкура, який подарував їх абатству.
У приміщеннях поруч із залом гобеленів представлено історію виникнення та розвитку базиліки, а також самого абатства, на прикладі експонатів, виявлених під час археологічних розкопок на території абатства.
Археологічна колекція регіону Шампань займає сім великих приміщень. На окрему згадку заслуговують залишки кенотафа 4 року, відтворений другий поверх знаменитого Будинку музикантів XIII століття і картина XVII століття, що зображує руїни церкви Сен-Нікез.